# Ibram Lassaw
Ibram Lassaw (Alessandria d'Egitto, 4 maggio 1913 – New York, 30 dicembre 2003) è stato uno scultore statunitense di origini russe; si mise in evidenza intorno al 1933 con i suoi primi lavori vicini all'Astrattismo, ed è considerato uno dei rinnovatori della scultura americana.

## Biografia

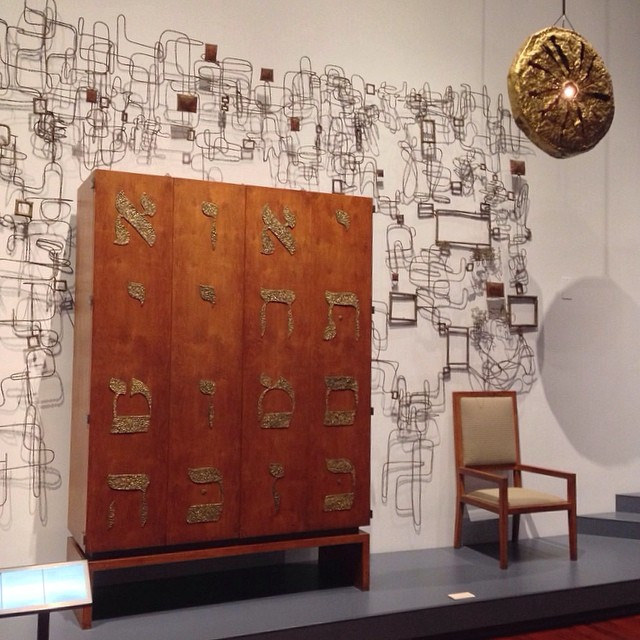
La scultura sulla parete di Ibram Lassaw con la Eternal Light, dal 2006 al The Jewish Museum, in precedenza, dal 1950, alla sinagoga Kneses Tifereth Israel di Port Chester (New York)

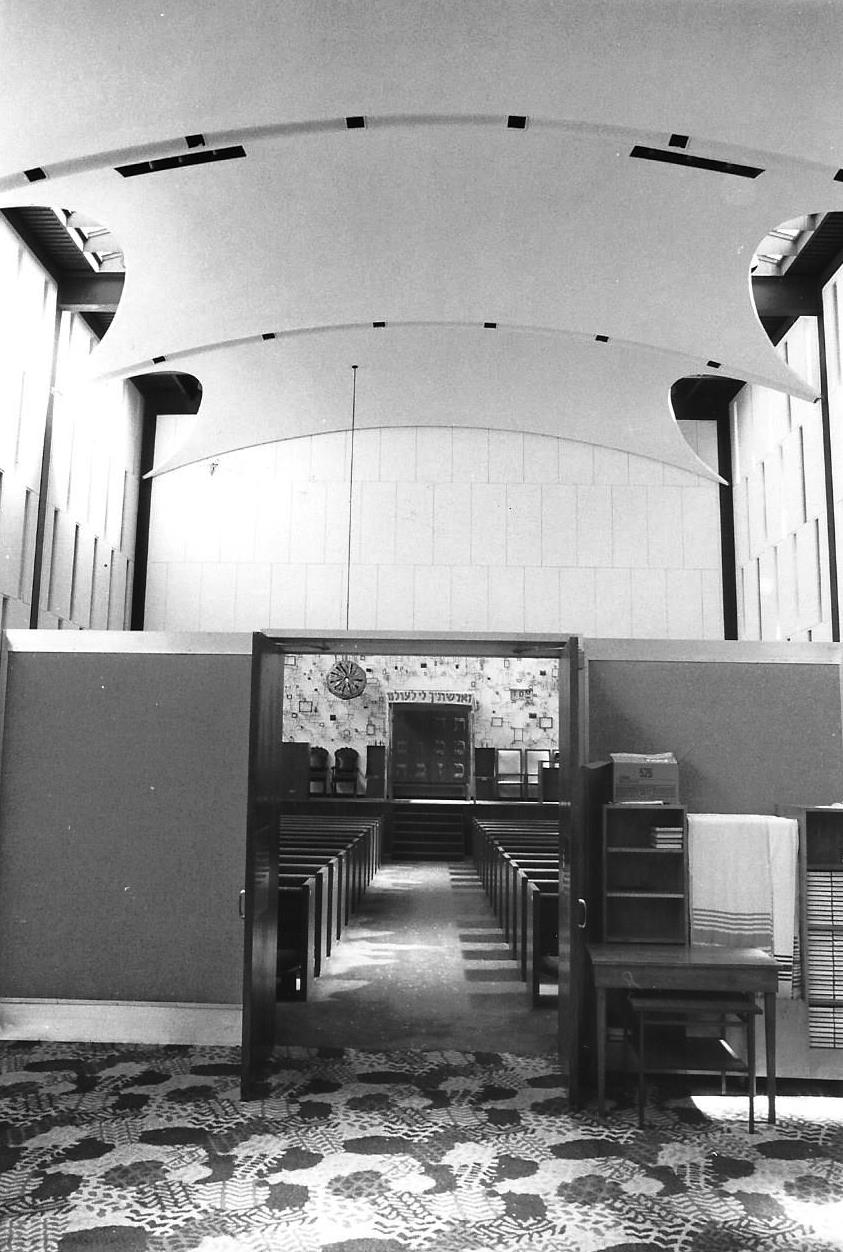
Altra visione della sinagoga Kneses Tifereth Israel di Port Chester con la scultura di Ibram Lassaw

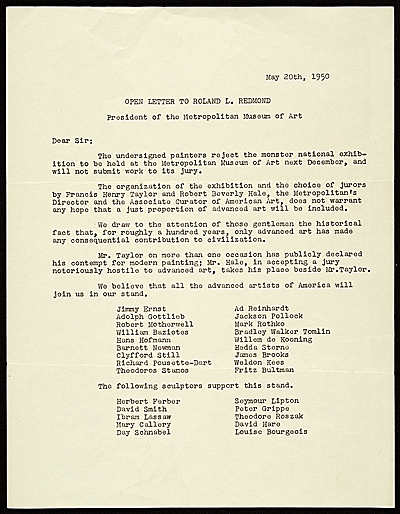
La dichiarazione, intitolata Open Letter to Roland L. Redmond, datata 20 maggio 1950, è apparsa sulla prima pagina del Times del 22 maggio 1950. Artisti astratti americani, tra cui, Ibram Lassaw, hanno scritto al presidente del Metropolitan Museum of Art per manifestare il loro dissenso sulla mostra American Painting Today - 1950

Lassaw nacque in una famiglia di nazionalità russa, figlio di Philip Lassaw e Bertha Zaleski, che dopo aver soggiornato a Marsiglia, Napoli, Tunisi, Malta, Costantinopoli e Alessandria d'Egitto, nel 1921 emigrarono negli Stati Uniti.
Lassaw si appassionò all'arte fin da bambino dedicandosi ai lavori con l'argilla, con la creta e con il catrame, oltre che collezionando ritagli e riproduzioni artistiche per una sua enciclopedia d'arte.
La sua carriera scolastica e di formazione artistica si svolse al Brooklyn Children's Museum (1926), con la docente Dorothea Denslow, al Clay Club (1928-1932), all'Istituto di Belle Arti e di Disegno (1930-1931) e al City College di New York.
Negli anni venti e trenta abitò nel Greenwich Village, frequentando artisti e scrittori come Arshile Gorky (1904-1948), Joseph Campbell (1904-1987) e Willem de Kooning (1904-1997), ma gli capitò anche di dormire su una panchina a Washington Square Park.
Sempre in quel ventennio, collaborò come tesoriere per l'associazione degli artisti disoccupati, aderì al programma di opere pubbliche d'arte e partecipò al progetto di arti federali del Works Progress Administration, come insegnante e scultore.
Tra le numerose cariche ottenute durante la sua vita, Lassaw fu presidente dal 1946 al 1949 dell'associazione degli Artisti americani astrattisti, di cui fu anche uno dei cofondatori, nel 1936; in quegli anni scrisse:
(Ibram Lassaw, circa 1940)
Partecipò alla seconda guerra mondiale nell'esercito, dove si specializzò nelle saldature, tecnica che introdusse nelle sue sculture.
Vendette la sua prima scultura nel 1951 e l'acquirente fu Nelson Rockefeller,  che ne acquistò, in seguito, altre dieci,  e nello stesso anno Lassaw effettuò la prima mostra personale, alla Galleria Koots newyorkese, seguita da quelle al Whitney Museum of American Art e alla Biennale di Venezia nel 1954, a San Paolo nel 1957 e all'Esposizione Internazionale di Bruxelles nel 1958.
Dal 1953, Lassaw si interessò al Buddhismo Zen e al Taoismo, seguendo gli insegnamenti dello studioso Daisetz Suzuki, che ebbero una certa influenza sui suoi sviluppi artistici.
Nel corso della sua carriera, le sue opere sono state mostrate nelle gallerie e nei principali musei di tutti gli Stati Uniti, e dopo la sua morte, una retrospettiva del suo lavoro si è tenuta presso il Museo della Scultura Contemporanea, a Matera nel 2008.
Lassaw si sposò con Ernestine, con la quale ebbe una figlia, Denise; Ibram Lassaw morì il 30 dicembre 2003 nella sua casa di New York.

## Stile e opere
Lassaw si mise in evidenza intorno al 1933 con i suoi primi lavori vicini all'Astrattismo, ed è considerato, assieme ad Alexander Calder (1898-1976), David Smith (1906-1965) e Isamu Noguchi (1904-1988), uno dei rinnovatori della scultura americana.
Fin dagli esordì Lassaw si caratterizzò per gli intenti di plasmare soprattutto lo spazio, lo spazio aperto, tramite nuovi strumenti e nuovi materiali come il bronzo, l'argento, il rame e l'acciaio, variando tra l'astrattismo surreale ed il Neoplasticismo, tra la scoperta e l'approfondimento dell'inconscio e la razionalità, tra il geometrico, preciso, rigoroso e l'irrazionalità delle forme della natura, ispirandosi alla cosmologia, all'astronomia e alle costruzioni tecnologiche, e proseguendo nel corso degli anni il suo sviluppo stilistico, che negli anni cinquanta culminò in elementi artistici peculiari, come nelle opere spaziali realizzate con fil di ferro saldato, assomiglianti alle tele del ragno, evidenzianti tutta la sua ispirazione spirituale, la sua creatività, e l'influenza del Surrealismo, del Costruttivismo e del Cubismo.
In questi suoi lavori esprimenti energia e materia si avvicinò all'Action painting, all'astrazione gestuale, all'Espressionismo astratto e alle opere di Jackson Pollock (1912-1956), di Philip Guston (1913-1980), di Bradley Walker Tomlin (1899-1953), di Mark Tobey (1890-1976), risultando enfatizzato l'atto fisico dell'opera stessa, e l'invito agli spettatori di abbandonarsi all'interno delle sue elaborate sculture, che diventarono tipiche nell'arte minimalista, ispirate anche dagli sviluppi della cosmologia.
Nel saggio del 1968 intitolato Perspectives and Reflections of a Sculptor: A Memoir, scrisse a proposito dell'intuitività dell'astrazione: 
(Ibram Lassaw, da Perspectives and Reflections of a Sculptor: A Memoir, 1968)
In un'intervista rilasciata nel 1994 al The New York Times, Lassaw descrisse i suoi principi artistico basilari, che hanno contraddistinto la sua carriera:
(Ibram Lassaw, dal The New York Times, 1994)
Tra i suoi lavori, si occupò di numerose sculture monumentali, come il Pillar of Fire (1953) per la sinagoga di Springfield, e quella per la sinagoga di Providence.
Tra le sue opere principali si possono menzionare la Scultura in acciaio (1938, Whitney Museum of American Art), realizzata con uno dei metalli preferiti da Lassaw, che dimostrò l'influenza di Alberto Giacometti (1901-1966), di Joan Miró (1893-1983) e di Alexander Calder, caratterizzata da una cornice racchiudente l'opera che creava "lo spazio" come elemento strutturale; la Via Lattea (1950, Denise Lassaw Collection), modellata con un materiale di metallo-plastica applicata e modellata su un filo robusto; Kwannon (1952, Museum of Modern Art), eseguita con metallo, plasmando il filo zincato con uno strato esterno di bronzo fuso. Kwannon, nel Buddhismo Mahāyāna è il bodhisattva della grande compassione.

## Opere principali
- Scultura in acciaio, (1938, Whitney Museum of American Art);
- Via Lattea, (1950, Denise Lassaw Collection);
- Eternal Light, (1950, The Jewish Museum);
- Cluster in Lyra, (1950, Eric Firestone Gallery);
- Kwannon, (1952, Museum of Modern Art);
- Pillar of Fire, (1953, sinagoga di Springfield);
- AKASA, (1954, Eric Firestone Gallery);
- Untitled, (1954, Rago);
- Peace, (1970, RoGallery);
- Necklace, (1970, Rago);
- Construction, (Process II), (1970, RoGallery);
- Continuity, (1971, RoGallery);
- Continuity #1, (1979, Lions Gallery);
- Continuity No.1, (1979, Heritage Auctions);
- Gyre 2, (1995, Anita Shapolsky Gallery);
- Pendant, (1995, Anita Shapolsky Gallery)